# 龙舒瓦
龙舒瓦（法語：Ronchois，法語發音：[ʁɔ̃ʃwa]）是法国滨海塞纳省的一个市镇，属于迪耶普区。

## 地理
龙舒瓦（49°43'23"N, 1°37'39"E）面积8.62 平方千米，位于法国诺曼底大区滨海塞纳省，该省份为法国北部沿海省份，其西部及北部濒大西洋英吉利海峡，东起顺时针与索姆省、瓦兹省、厄尔省和卡爾瓦多斯省接壤。
与龙舒瓦接壤的市镇（或旧市镇、城区）包括：孔特维尔、欧德里库尔。

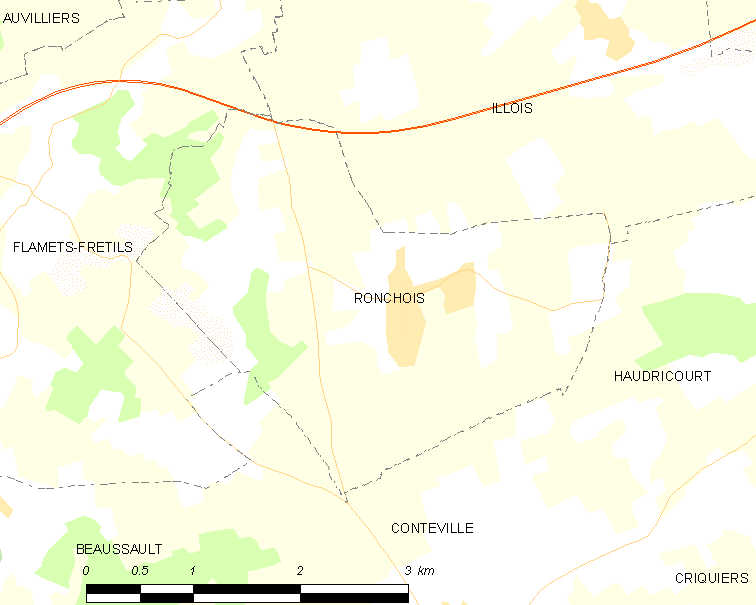
龙舒瓦的OSM定位图

龙舒瓦的时区为UTC+01:00、UTC+02:00（夏令时）。

## 行政
龙舒瓦的邮政编码为76390，INSEE市镇编码为76537。

## 政治
龙舒瓦所属的省级选区为布赖地区古尔奈县。

## 人口

1962-2008年间龙舒瓦人口变化图示

龙舒瓦于2022年1月1日时的人口数量为182人。